# Schoutedenapus myoptilus
El vencejo de Shoa o rabitojo escaso (Schoutedenapus myoptilus) es una especie de ave apodiforme de la familia Apodidae que vive en el África subsahariana.

## Distribución
Aunque la población principal se localiza en el este de África, en torno a la región de los grandes lagos, se extiende de forma muy fragmentada por otras regiones del África subsahariana. Se encuentra en Ruanda, Burundi, República Democrática del Congo, Kenia, Mozambique,  Tanzania, Uganda, Camerún, Malaui, Zambia y Zimbabue.